# 1802 Џанг Хенг
1802 Џанг Хенг (енгл. 1802 Zhang Heng) је астероид главног астероидног појаса са средњом удаљеношћу од Сунца која износи 2,843 астрономских јединица (АЈ).
Апсолутна магнитуда астероида је 11,9.